# Парусный спорт на летних Олимпийских играх 1936
Соревнования по парусному спорту на летних Олимпийских играх 1936 года прошли с 4 по 12 августа. Разыгрывалось 4 комплекта наград. Всего в соревнованиях приняло участие 172 спортсмена из 26 стран. Соревнования прошли в Кильской бухте.

## Медали

### Общий зачёт
(Жирным выделено самое большое количество медалей в своей категории; принимающая страна также выделена)
| Общее количество медалей |                |        |         |        |       |
| Место                    | Страна         | Золото | Серебро | Бронза | Всего |
| 1                        | Германия       | 1      | 1       | 1      | 3     |
| 2                        | Великобритания | 1      | 0       | 1      | 2     |
| 2                        | Нидерланды     | 1      | 0       | 1      | 2     |
| 4                        | Италия         | 1      | 0       | 0      | 1     |
| 5                        | Норвегия       | 0      | 2       | 0      | 2     |
| 6                        | Швеция         | 0      | 1       | 1      | 2     |

### Медалисты
| Дисциплина         | Золото | Серебро | Бронза                                                                                               |
| Олимпик            | Дан Кагхелланд Нидерланды                                                                                    | Вернер Крогман Германия                                                                                                   | Питер Скотт Великобритания                                                                           |
| Звёздный           | Германия · Петер Бишофф · Ханс-Йоахим Вайзе                                                                  | Швеция · Арвид Лаурин · Уно Валлентин                                                                                     | Нидерланды · Боб Мас · Виллем де Врис Лентс                                                          |
| 6-метровый R-класс | Великобритания · Кристофер Бордмен · Майлз Беллвилль · Расселл Хармер · Чарльз Лиф · Леонард Мартин          | Норвегия · Магнус Конов · Карстен Конов · Фредрик Мейер · Водьюв Нюквист · Альф Тветен                                    | Швеция · Свен Сален · Леннарт Экдаль · Мартин Хиндорфф · Торстен Лорд · Дагмар Сален                 |
| 8-метровый R-класс | Италия · Джованни Реджо · Бруно Бьянки · Луиджи Де Манинкор · Доменико Мордини · Луиджи Погги · Энрико Погги | Норвегия · Олаф Дитлев-Симонсен · Ханс Струкнес · Лауриц Шмидт · Нордаль Валлем · Якоб Туллин Тамс · Джон Дитлев-Симонсен | Германия · Ханс Ховальдт · Альфрид Крупп · Феликс Шедер-Бишен · Эдуард Мор · Отто Вахс · Фриц Бишофф |